# Stenoză spinală
Stenoza spinală reprezintă îngustarea anormală a canalului spinal sau foramenului neural care duce la o presiune asupra măduvei spinării sau a rădăcinilor nervoase. Simptomele pot include durere, senzație de amorțeală sau slăbiciune la nivelul brațelor sau picioarelor. Simptomele se manifestă de obicei progresiv și se îmbunătățesc în timpul aplecării în față. Simptome severe pot include pierderea controlului vezicii urinare, pierderea controlului intestinal sau disfuncții sexuale.
Cauzele acestei boli pot include osteoartrita, artrita reumatoidă, tumorile medulare, traumatismele, boala Paget a osului, scolioza, spondiloza și boala genetică numită acondroplazie. Stenoza spinală fi clasificată în funcție de partea coloanei vertebrale afectate în stenoză cervicală, toracală și lombară. Stenoza lombară este cea mai des întâlnită formă, urmată de stenoza cervicală. Diagnosticul este în general bazat pe simptome și imagistică medicală.
Tratamentul poate implica medicamente, centură de suport pentru spate sau intervenții chirurgicale. Medicamente pot include antiinflamatoare nesteroidiene, paracetamol sau injectii cu steroizi. Exerciții de stretching și de consolidare a musculaturii pot fi și ele utile. Limitarea anumitor activități poate fi recomandată. Intervenția chirurgicală este de obicei realizată numai dacă alte tratamente nu sunt eficiente, procedura obișnuită fiind o laminectomie decompresivă.
Stenoza spinală apare la aproximativ 8% din oameni, cel mai frecvent fiind afectate persoanele cu vârsta de peste 50 de ani. Bărbații și femeile sunt afectate cu aceeași probabilitate. Prima descriere modernă a bolii datează din 1803, când a fost scrisă de către Antoine Portal. Cu toate acestea, dovezi ale bolii datează din timpul Egiptului Antic.

## Semne și simptome

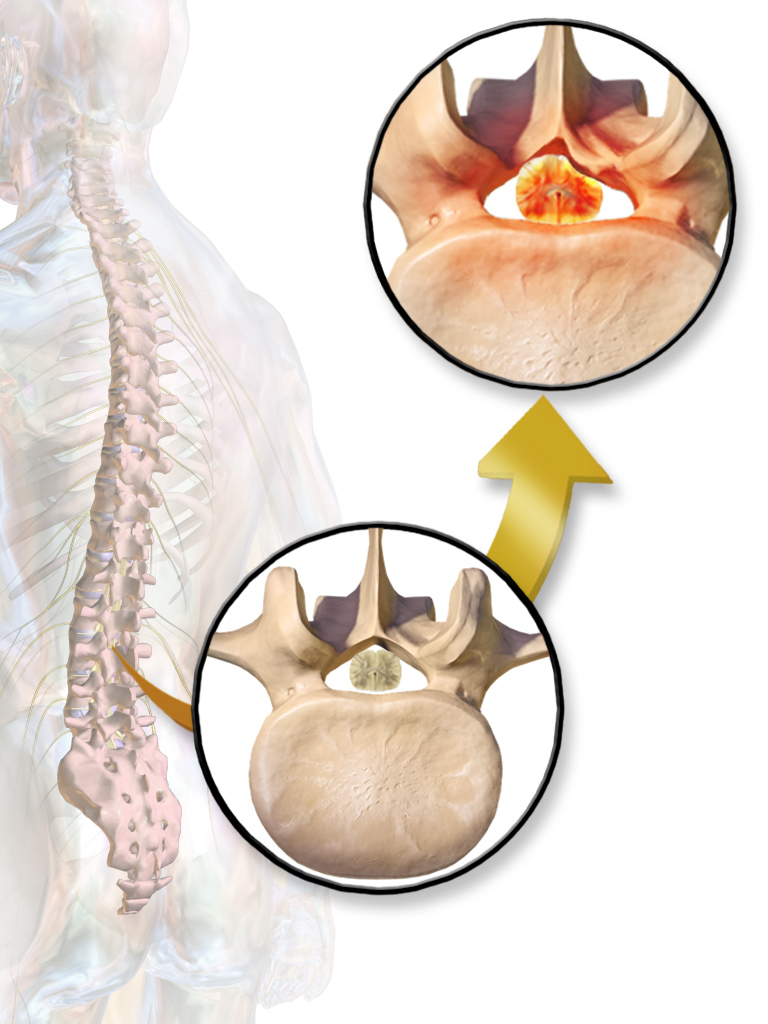
Desenul ilustrează stenoza spinală și compresia măduvei spinării

### Comune
- Disconfort la statul în picioare (94%)
- Disconfort/durere în umăr, braț, mână (78%)
- Simptome bilaterale (68%)
- Amorțeală la nivelul sau sub nivelul stenozei (63%)
- Slăbiciune la nivelul sau sub nivelul stenozei (43%)
- Durere sau slăbiciune numai în fese sau coapse (8%)
- Durere sau slăbiciune sub genunchi (3%)[12]

### Tulburări neurologice
- Mielopatia cervicală (spondilotică)[13], un sindrom provocat de compresia măduvei spinării cervicale care este asociat cu „mâini amorțite”, dezechilibru, pierderea de controlul vezicii urinare și intestinale și slăbiciune care poate progresa până la paralizie.
- Radiculopatie[14], cauzând amorțeală.
- Claudicație neurogenică intermitentă[12][15][16], caracterizată prin amorțeala membrelor inferioare, slăbiciune, durere difuză sau radiculară de picior asociată cu paresteză (bilaterală)[15], slăbiciune și/sau senzația de greutate în fese care radiază în membrele inferioare în timpul mersului pe jos sau în statului în picioare pe timp lung[12]. Simptomele apar la extensia coloanei vertebrale și sunt ameliorate prin flexiunea coloanei. Simptome minime sau inexistente atunci când pacientul este așezat sau culcat pe spate[12]

Coloană vertebrală umană

- Radiculopatie (cu sau fără dureri radiculare)[15] —disfuncția rădăcinilor cauzează slăbiciune, pierderea de simțuri și de reflex.
- Sindromul Cauda equina[17] — durere în extremitatea inferioară, slăbiciune, amorțeală care poate implica perineul și fesele, asociate cu disfuncții ale vezicii urinare și intestinale.
- Dureri de spate lombare[12][16] din cauza degenerării discurilor sau articulațiilor[18]

## Cauze

### Îmbătrânire
Oricare dintre factorii de mai jos pot cauza îngustarea spațiilor de la nivelul coloanei vertebrale.
- Îngroșarea ligamentelor spinări (ligamenta flava)[19][20]
- Creșteri osoase dezvoltate pe os și în canalul spinal sau deschiderile foraminale
- Discurile intervertebrale pot hernia în canal sau deschiderile foraminale[21]
- Degenerarea discurilor poate provoaca îngustarea spațiilor [22]
- Degenerarea apofizelor
- Fracturi de compresie ale coloanei vertebrale, care sunt comune în osteoporoză[23]
- Formarea de chisturi pe apofize cauzând compresia măduvei sau nervilor

### Artrită
- Osteoartrită
- Artrită reumatoidă—o cauză mai rară pentru probleme ale coloanei

### Congenitale
- Canalul spinal este prea mic la naștere
- Deformități structurale ale vertebrelor pot provoca îngustarea canalului spinal

### Instabilitatea coloanei vertebrale
- O vertebră alunecă înainte pe o alta (spondilolisteză)

### Traumă
- Accidente și leziuni pot disloca coloana vertebrală și canalul spinal sau provoca fracturi în urma cărora fragmente de os pot trece prin canal[24]
- Pacienții cu mielopatie cervicală cauzată de îngustarea canalului spinal sunt expuși la riscuri mai mari de leziuni acute ale măduvei spinării dacă sunt implicați în accidente[25].

### Tumori
- Excrescențe neregulate de țesut moale pot provoca inflamații
- Creșterea țesutului în canal apăsând pe nervi, sacii nervilor sau măduva spinării.

## Diagnostic

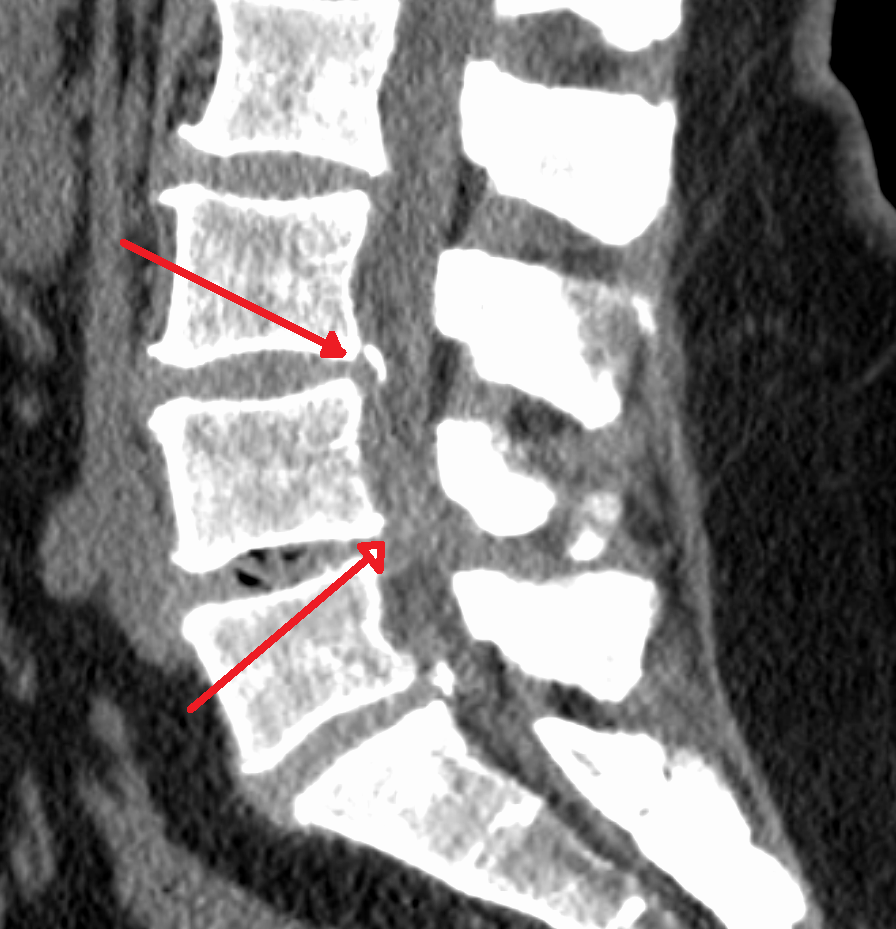
Stenoza spinării moderată spre severă la nivelul L3/4 și L4/5

Diagnosticul de stenoză a spinării implică o evaluare completă a coloanei vertebrale. Procesul începe de obicei cu o anamneză și un examen fizic. Radiografii și scanări RMN sunt de obicei folosite pentru a determina gradul și localizarea compresiei nervului.

### Istoric medical
Istoricul medical este cel mai important aspect al examinării, deoarece va spune medicului despre simptomele subiective, cauze posibile pentru stenoza spinală și alte posibile cauze de dureri de spate.

### Examen fizic
Examenul fizic al unui pacient cu stenoza spinării va oferi medicului informații despre zona exactă în care are loc compresia nervului. Factori importanți care ar trebui să fie investigați sunt zone de anomalii senzoriale, amorțeală, reflexe neregulate și orice slăbiciune musculară.

### RMN
RMN-ul a devenit metoda cea mai frecvent utilizată pentru a diagnostica stenoza spinării. RMN-ul folosește semnale electromagnetice pentru a produce imagini ale coloanei vertebrale. Imaginile astfel produse sunt utile pentru că ele arată mai multe structuri, inclusiv nervi, mușchi și ligamente, decât văzut pe radiografii sau tomografii. Imaginile RMN sunt utile pentru că arată exact cauza compresiei nervului spinal.

### Mielogramă CT
O puncție lombară este efectuată în zona lombară pentru a injecta colorant în lichidul spinal. Apoi sunt efectuate radiografii, urmate de o scanare CT a coloanei vertebrale pentru observa îngustarea canalului spinal. Aceasta este o metodă necesară în cazul pacienților pentru care examenul RMN este contraindicat, precum cei cu stimulatoare cardiace implantate.